# Pieczęć stanowa Pensylwanii
Bielik amerykański oznacza przynależność stanu do Unii. Okręt, pług i trzy snopy w herbie, to symbole hrabstw Filadelfii, Chester i Sussex (obecnie w stanie Delaware). Oznaczają również znaczenie handlu, trudu, wytrwałości i rolnictwa dla stanowej gospodarki.

## Herb Pensylwanii

Herb widniejący na fladze stanu.

Mały herb Pensylwanii.

Herb Pensylwanii został przyjęty w 1778 roku. Herb Pensylwanii ma tarczę trójdzielną w pas, w pierwszym, niebieskim polu okręt, w drugim, złotym pług, a w trzecim, trzy snopy barwy złotej. Otoczoną przez konie i amerykańskiego orła w klejnocie. Gałązka oliwna i łodyga kukurydzy krzyżujące się pod tarczą są symbolami pokoju i dobrobytu. Motto to „Cnota, wolność i niezależność”. Herb obecny jest na fladze stanu.